# Danielle Williams
Danielle Williams (ur. 14 września 1992) – jamajska lekkoatletka specjalizująca się w biegu na 100 metrów przez płotki. Dwukrotna mistrzyni świata.
Złota medalistka mistrzostw Ameryki Środkowej i Karaibów juniorów w Santo Domingo (2010). W tym samym roku zajęła 4. miejsce na światowym czempionacie juniorów w Moncton. Wicemistrzyni mistrzostw panamerykańskich juniorów (2011). W 2013 zdobyła brąz uniwersjady w Kazaniu oraz dotarła do półfinału mistrzostw świata w Moskwie, a dwa lata później w Pekinie została mistrzynią świata. W 2019 zdobyła brąz na światowym czempionacie w Dosze. W 2023 w Budapeszcie ponownie została mistrzynią świata w biegu na 100 m przez płotki.
Złota medalistka mistrzostw Jamajki. Stawała na podium CARIFTA Games.
Jej przyrodnią siostrą jest Shermaine Williams.

## Osiągnięcia
| Rok  | Impreza                                     | Miejsce       | Konkurencja                     | Lokata     | Wynik  |
| ---- | ------------------------------------------- | ------------- | ------------------------------- | ---------- | ------ |
| 2010 | Mistrzostwa Ameryki Śr. i Karaibów juniorów | Santo Domingo | bieg na 100 m przez płotki      | 1. miejsce | 14,11  |
| 2010 | Mistrzostwa świata juniorów                 | Moncton       | bieg na 100 m przez płotki      | 4. miejsce | 13,46  |
| 2010 | Mistrzostwa świata juniorów                 | Moncton       | sztafeta 4 × 100 m              | 4. miejsce | 44,24  |
| 2011 | Mistrzostwa panamerykańskie juniorów        | Miramar       | bieg na 100 m przez płotki      | 2. miejsce | 13,32  |
| 2013 | Uniwersjada                                 | Kazań         | bieg na 100 m przez płotki      | 3. miejsce | 12,84  |
| 2013 | Mistrzostwa świata                          | Moskwa        | bieg na 100 m przez płotki      | półfinał   | 13,13  |
| 2014 | Igrzyska Wspólnoty Narodów                  | Glasgow       | bieg na 100 m przez płotki      | 4. miejsce | 13,06  |
| 2015 | Uniwersjada                                 | Gwangju       | bieg na 100 m przez płotki      | 1. miejsce | 12,78  |
| 2015 | Mistrzostwa świata                          | Pekin         | bieg na 100 m przez płotki      | 1. miejsce | 12,57  |
| 2016 | Halowe mistrzostwa świata                   | Portland      | bieg na 60 m przez płotki       | eliminacje | DNF    |
| 2017 | Mistrzostwa świata                          | Londyn        | bieg na 100 m przez płotki      | półfinał   | 13,14  |
| 2018 | Puchar interkontynentalny                   | Ostrawa       | bieg na 100 m przez płotki      | 1. miejsce | 12,49  |
| 2019 | Mistrzostwa świata                          | Doha          | bieg na 100 m przez płotki      | 3. miejsce | 12,47  |
| 2022 | Halowe mistrzostwa świata                   | Belgrad       | bieg na 60 m przez płotki       | eliminacje | 8,23   |
| 2022 | Mistrzostwa świata                          | Eugene        | bieg na 100 m przez płotki      | 6. miejsce | 12,44w |
| 2022 | Igrzyska Wspólnoty Narodów                  | Birmingham    | bieg na 100 metrów przez płotki | 6. miejsce | 12,69  |
| 2023 | Mistrzostwa świata                          | Budapeszt     | bieg na 100 m przez płotki      | 1. miejsce | 12,43  |
| 2024 | Igrzyska olimpijskie                        | Paryż         | bieg na 100 metrów przez płotki | półfinał   | 12,82  |

## Rekordy życiowe
- Bieg na 60 metrów przez płotki (hala) – 7,75 (2022)
- Bieg na 100 metrów przez płotki – 12,31 (2025)